# Emirat de Qàlat al-Ayyub
L'emirat de Qàlat al-Ayyub fou un estat musulmà centrat a la ciutat de Qàlat al-Ayyub que va existir per un temps breu vers el 1046 fins al 1055.
Formà part inicialment de la taifa de Saraqusta (1019) i va esdevenir separat el 1046 a la mort de Sulayman ibn Muhàmmad al-Mustaín sota el seu fill Muhàmmad al-Múndhir ibn Sulayman, per tornar a Saraqusta vers el 1055.
El 1120 Qàlat al-Ayyub va passar al regne d'Aragó en ser conquerida per Alfons I d'Aragó dies després de la batalla de Cutanda.